# Койонкоски, Мика
Ми́ка Койонко́ски (фин. Mika Kojonkoski; род. 19 апреля 1963 года, Раума) — финский прыгун с трамплина и тренер.

## Карьера
В составе сборной Финляндии Мика Койонкоски выступал в середине 1980-х годов, но, особых результатов не добивался. Лучшим результатом для него стало 9-е место на этапе в Шамони в 1985 году.
После завершения спортивной карьеры два года изучал математику в Университете Йювяскюля, но, потом принял решение стать тренером и стал изучать в том же университете биологию и психологию.
Первой командой, которую Койонкоски возглавил в качестве тренера, стала юношеская сборная Финляндии, в которой от проработал несколько лет. В 1997 году финский специалист возглавил национальную сборную Австрии. За два года под его руководством австрийцы выиграли две бронзы на Олимпиаде в Нагано (в командном турнире и на нормальном трамплине усилиями Андреаса Видхёльцля), а на домашнем первенстве мира 1999 года стали бронзовыми призёрами в команде.
После двух лет в Австрии Мика вернулся в Финляндию и возглавил эту национальную сборную. На домашнем для финнов чемпионате мира 2001 года и на Играх в Солт-Лейк-Сити они не оставались без медалей, но, золота не выигрывали. Именно под руководством Койонкоски свой первый титул победителя Турне четырёх трамплинов завоевал Янне Ахонен.
В 2002 году финский специалист оставил пост тренера родной сборной и возглавил норвежцев. В первый же год под руководством Койонкоски, слабо выступавшие норвежцы завоевали медаль чемпионата мира в команде, а Сигурд Петтерсон и Руар Льёкельсёй пробились в десятку сильнейших Кубка мира.
В 2004 году Петтерсон, попавший в сборную только по решению главного тренера, выиграл Турне четырёх трамплинов, а два года спустя воспитанник Койонкоски Ларс Бюстель стал олимпийским чемпионом. Также подопечные финского тренера ни разу не возвращались без медалей с чемпионатов мира.
После сезона 2010/2011 Мика Койонкоски ушёл с поста тренера сборной Норвегии, где его преемником стал австриец Александр Штёкль. Койонкоски вернулся в Финляндию, где занялся политикой. Является депутатом городского совета Куопио от Национальной коалиции.
В феврале 2015 года был назначен главой технического комитета FIS по прыжкам со с трамплина.